# 弗洛伊德博物馆 (维也纳)

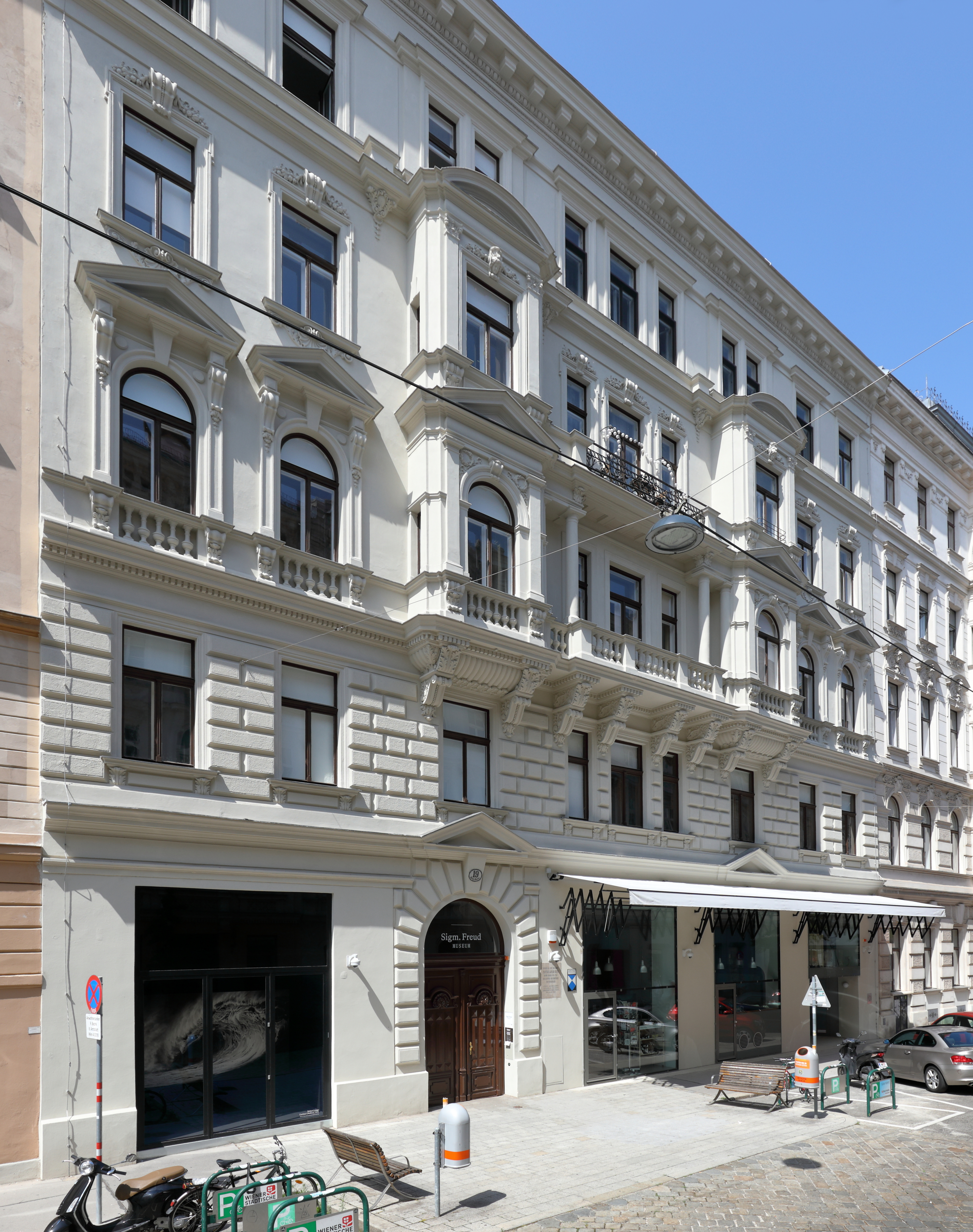
弗洛伊德博物馆 (维也纳)

弗洛伊德博物馆（Sigmund Freud Museum）位于弗洛伊德在维也纳的心理诊所和住所，主题是他的生平以及精神分析的历史。

## 历史
此建筑位于阿尔瑟格伦德区，弗洛伊德自1891年起，有在此工作和生活47年之久，在此完成了大部分著作。1938年，弗洛伊德身为犹太人，被迫离开奥地利，流亡伦敦。
它也是欧洲最大的精神分析学图书馆。
弗洛伊德博物馆开放于1971年，2003年归属新成立的弗洛伊德基金会，计划扩建。
每年5月6日，弗洛伊德诞辰，在此举行演讲会。